# Paulo Díaz
Paulo César Díaz Huincales (Santiago, 22 augustus 1994) is een Chileens voetballer die doorgaans als centrale verdediger speelt. Hij tekende in 2016 bij San Lorenzo, dat hem overnam van Colo-Colo. Díaz debuteerde in 2015 in het Chileens voetbalelftal.

## Clubcarrière
Díaz speelde in de jeugd bij CD Cobreloa, Audax Italiano en CD Palestino. In 2013 debuteerde hij in het eerste elftal. In 2015 trok de verdediger naar Colo Colo. In januari 2016 werd hij verkocht aan San Lorenzo. Hij zette zijn handtekening onder een vierjarige verbintenis. Op 16 februari 2016 debuteerde Díaz in de Argentijnse Primera División, tegen Club Olimpo.

## Interlandcarrière
Díaz debuteerde in januari 2015 in het Chileens voetbalelftal, in een oefeninterland tegen de Verenigde Staten. Op 9 juni 2017 speelde hij zijn eerste officiële interland op de FIFA Confederations Cup tegen Rusland.